# Menshikovit
Menshikovit ist ein sehr selten vorkommendes Mineral aus der Mineralklasse der „Sulfide und Sulfosalze“ mit der chemischen Zusammensetzung Pd3Ni2As3 und ist damit chemisch gesehen ein Palladium-Nickel-Arsenid.
Menshikovit kristallisiert im hexagonalen Kristallsystem, konnte jedoch bisher nur in Form unregelmäßiger Körner von etwa 0,2 Millimetern Größe und in Verwachsungen mit anderen Mineralen gefunden werden. Das Mineral ist undurchsichtig und weist im Auflichtmikroskop eine rosa Farbe mit einem leichten Stich ins Gräuliche auf.

## Etymologie und Geschichte
Erstmals entdeckt wurde Menshikovit 1993 in der Tschineiskoje-Eisen-Titan-Vanadium-Lagerstätte (englisch Chineyskoye) nahe Nowaja Tschara in der Oblast Tschita (Region Transbaikalien) in Ostsibirien und beschrieben durch Andrei Barkow, Robert F. Martin, Jakow Pachomowski, Nadeschda Tolstych und Alexander Kriwenko, die das Mineral nach Juri Pawlowitsch Menschikow (1934–2013) benannten, um seine umfangreichen Arbeiten in Bezug auf die Beschreibungen neuer Minerale zu ehren.
Das Typmaterial des Minerals wurde im Mineralogischen Museum der Russischen Akademie der Wissenschaften in Moskau hinterlegt.

## Klassifikation
In der veralteten 8. Auflage der Mineralsystematik nach Strunz war der Menshikovit noch nicht aufgeführt.
In der zuletzt 2018 überarbeiteten Lapis-Systematik nach Stefan Weiß, die formal auf der alten Systematik von Karl Hugo Strunz in der 8. Auflage basiert, erhielt das Mineral die System- und Mineralnummer II/A.05-112. Dies entspricht der Klasse der „Sulfide und Sulfosalze“ und dort der Abteilung „Legierungen und legierungsartige Verbindungen“, wo Menshikovit zusammen mit Arsenopalladinit, Atheneit, Genkinit, Isomertieit, Majakit, Mertieit, Miessiit, Naldrettit, Palladoarsenid, Palladobismutoarsenid, Palladodymit, Polkanovit, Pseudomertieit, Rhodarsenid, Stibiopalladinit, Stillwaterit, Törnroosit, Ungavait, Vincentit und Zaccariniit eine unbenannte Gruppe mit der Systemnummer II/A.05 bildet.
Die von der International Mineralogical Association (IMA) zuletzt 2009 aktualisierte 9. Auflage der Strunz’schen Mineralsystematik ordnet den Menshikovit in die Klasse der „Sulfide und Sulfosalze (Sulfide, Selenide, Telluride, Arsenide, Antimonide, Bismutide, Sulfarsenide, Sulfantimonide, Sulfbismutide)“ und dort in die Abteilung „Legierungen und legierungsartige Verbindungen“ ein. Hier ist das Mineral in der Unterabteilung „Legierungen von Halbmetallen mit Platin-Gruppen-Elementen (PGE)“ zu finden, wo es als einziges Mitglied eine unbenannte Gruppe mit der Systemnummer 2.AC.20c bildet.
In der vorwiegend im englischen Sprachraum gebräuchlichen Systematik der Minerale nach Dana hat Menshikovit die System- und Mineralnummer 02.04.16.02. Das entspricht der Klasse der „Sulfide und Sulfosalze“ und dort der Abteilung „Sulfidminerale“. Hier findet er sich innerhalb der Unterabteilung „Sulfide – einschließlich Seleniden und Telluriden – mit der Zusammensetzung AmBnXp, mit (m+n):p=2:1“ in einer unbenannten Gruppe mit der Systemnummer 02.04.16, in der auch Majakit eingeordnet ist.

## Kristallstruktur
Menshikovit kristallisiert hexagonal in der Raumgruppe P63/m (Raumgruppen-Nr. 176) mit den Gitterparametern a = 8,41 Å und c = 6,74 Å sowie 3 Formeleinheiten pro Elementarzelle.

## Bildung und Fundorte
An seiner Typlokalität, der Lagerstätte Tschineiskoje in Transbaikalien, fand sich Menshikovit in den Schwermetallkonzentraten von Quarz-Feldspat-Sandsteinen, die metasomatisch umgewandelt und rekristallisiert wurden. Als Begleitminerale traten hier Chalkopyrit, Cobaltit, Paolovit, Isomertieit, Maucherit und Sperrylith hinzu. Ein weiterer bekannter Fundort in Ostsibirien ist die Cu-Ni-Sulfid Lagerstätte Oktyabr'skoye (Oktyabr'sky, Oktyabr'skoe) bei Talnach am nordöstlichen Ausläufer des Putorana-Gebirges.
In der zum Föderationskreis Nordwestrussland gehörenden Republik Karelien fand sich Menshikovit in der Lagerstätte Vostok nördlich des Sees Pjaosero, einer mineralisierten Erzlinse von grobkörnigem, vollständig umgeformtem Gabbronorit (Gabbro-Norit-Varietät mit Klino- und Orthopyroxenen) im plutonischen Lukkulaisvaara-Massiv. Neben Chalkopyrit traten hier als Begleitminerale noch Hessit, Hollingworthit, Kotulskit, Merenskyit, Michenerit, Pentlandit und Sobolevskit auf. Weitere bekannte Fundorte in Nordwestrussland liegen in der Oblast Murmansk, genauer im Fedorovo-Pansky-Massiv und der Monche-Tundra.
Daneben kennt man Menshikovit noch aus der Chromit-Lagerstätte Black Label im Kenora District und der PGM-Lagerstätte Marathon im Thunder Bay District in der kanadischen Provinz Ontario, aus dem Tagebau Sandsloot bei Mokopane in der südafrikanischen Provinz Limpopo sowie aus dem Stillwater-Komplex des gleichnamigen Countys von Montana und aus dem Township West Nottingham im Chester County von Pennsylvania in den USA.